# Équation de Michaelis-Menten
Pour un article plus général, voir Cinétique enzymatique.
L’équation de Michaelis-Menten (ou de Michaelis-Menten-Henri) permet de décrire la cinétique d'une réaction catalysée par une enzyme agissant sur un substrat unique pour donner irréversiblement un produit. Elle relie la vitesse stationnaire initiale de la réaction à la concentration initiale en substrat et à des paramètres caractéristiques de l'enzyme.  
L'équation décrit un comportement cinétique très classique, observé avec de nombreuses enzymes, mais elle ne permet pas de rendre compte de certains comportements complexes, comme ceux résultant de l'existence de plusieurs sites actifs qui interagissent (voir l'article allostérie pour plus de détails), ni de comprendre les propriétés cinétiques d'enzymes qui catalysent une réaction faisant intervenir plusieurs substrats. L'équation n'est pas valable si la réaction est catalysée de façon réversible et que le produit de la réaction est présent (voir l'article Equation de Haldane pour plus de détails).

## Formule et représentation

Représentation de la loi de vitesse de Michaelis–Menten, montrant la vitesse initiale de la réaction en fonction de la concentration initiale en substrat [S

Selon le modèle de Michaelis et Menten, l'équation décrivant la vitesse initiale stationnaire d'une réaction enzymatique est la suivante :
Avec :
- {\displaystyle v_{i}} : vitesse initiale (c’est-à-dire en absence de produit) stationnaire (indépendante du temps) de la réaction enzymatique pour une concentration initiale en substrat {\displaystyle [S]_{0}}. Comme toutes les vitesses de réactions chimiques, elle a la dimension d'une concentration par unité de temps (par exemple en µmol/L/min)[1] ;
- {\displaystyle v_{\rm {max}}} : vitesse initiale maximale, notée {\displaystyle V_{max}} sur la figure ci-contre, la vitesse de la réaction quand la concentration en substrat est très grande (on parle de concentration saturante), dans la même unité que {\displaystyle v_{i}} (par exemple en µmol/L/min)[1] ;
- la vitesse initiale et la vitesse initiale maximale sont toutes les deux proportionnelles à la concentration en enzyme dans le milieu réactionnel ;
- {\displaystyle [S]_{0}} : concentration initiale en substrat (en mol/L)[1] ;
- {\displaystyle K_{M}} est la Constante de Michaelis de l'enzyme. C'est la valeur de {\displaystyle [S]_{0}} pour laquelle la vitesse initiale est la moitié de la vitesse initiale maximale. Son unité est celle d'une concentration (mol/L).

L'ordre de réaction dépend des grandeurs relatives des deux termes au dénominateur. 
- A basse concentration en substrat {\displaystyle [S]_{0}\ll K_{M}}, de sorte que {\displaystyle v_{i}\approx v_{\mathrm {max} }{\frac {[{\ce {S}}]_{0}}{K_{\mathrm {M} }}}.} Dans ces conditions la vitesse initiale est une fonction linéaire de la concentration du substrat {\displaystyle {\ce {[S]_0}}}, et la réaction est du premier ordre par rapport au substrat.

- Au contraire, si la concentration initiale en substrat est élevée, avec {\displaystyle [S]_{0}\gg K_{M}}, la vitesse initiale devient indépendante de {\displaystyle {\ce {[S]_0}}} (cinétique d'ordre zéro par rapport au substrat) et approche la vitesse maximale {\displaystyle v_{\max }} de façon asymptotique. Cette valeur maximale est atteinte dans des conditions où toute l'enzyme est liée au substrat à l'état stationnaire. Augmenter davantage la concentration initiale en substrat n'augmente pas la vitesse initiale, on dit que l'enzyme est "saturée" ou que la concentration en substrat est "saturante".

## Démonstration de l'équation de Michaelis-Menten
Dans les présentations modernes de cette équation, on part de l'hypothèse de mécanisme ci-dessous :
{\displaystyle E+S\,{\stackrel {k_{1}}{\underset {k_{-1}}{\rightleftharpoons }}}\,ES\,{\stackrel {k_{2}}{\underset {k_{-2}}{\rightleftharpoons }}}\,E+P}
avec {\displaystyle k_{1},k_{-1},k_{2},k_{-2}} les constantes de vitesse des différentes étapes.
L'analyse de Michaelis-Menten se fait à l'aide de deux hypothèses simplificatrices :
- Vitesse initiale: on considère des conditions initiales, avant que le produit n'ait le temps de s'accumuler dans le test enzymatique, et avant que la concentration en substrat n'ait le temps de diminuer significativement. Cela a deux conséquences:
  - Dans le calcul on peut considérer que la concentration en S est constante: {\displaystyle [S]\approx [S]_{0}}.
  - On peut négliger la contribution de la réaction inverse dont la vitesse est {\displaystyle k_{-2}[E][P]_{0}}, puisque {\displaystyle [P]_{0}\approx 0}.

Le système se simplifie alors de la manière suivante :
{\displaystyle E+S\,{\stackrel {k_{1}}{\underset {k_{-1}}{\rightleftharpoons }}}\,ES\,{\stackrel {k_{2}}{\rightarrow }}\,E+P}
avec {\displaystyle d[ES]/dt=k_{1}[E][S]_{0}-k_{-1}[ES]-k_{2}[ES]}
{\displaystyle v=d[P]/dt=k_{2}\times [ES]}
- Deuxième hypothèse simplificatrice: l'approximation des états quasi stationnaires. Si on s'intéresse à la période ou la vitesse est stationnaire (constante), cela implique que {\displaystyle [ES]}est constante, ce qu'on peut écrire sous la forme {\displaystyle {d[ES]}/{dt}=0}.

Pour déterminer la vitesse de la réaction, on doit donc exprimer {\displaystyle [ES]} en fonction des paramètres du modèle: les 3 constantes de vitesse, la concentration en substrat {\displaystyle [S]_{0}} et la concentration en enzyme {\displaystyle [E]_{\rm {tot}}}. {\displaystyle [E]} et {\displaystyle [ES]} sont les deux inconnues, pour les déterminer il faut utiliser deux équations. La première vient de l'hypothèse de stationnarité. La deuxième vient d'une hypothèse de conservation.
- Utilisation de l'hypothèse de stationnarité:

La vitesse de formation du complexe {\displaystyle [ES]} est égale à {\displaystyle k_{1}\times [E]\times [S]_{0}-(k_{2}+k_{-1})\times [ES]}. Pendant la période stationnaire, la concentration du complexe enzyme-substrat {\displaystyle [ES]} est constante, ce qui impose:
{\displaystyle k_{1}\times [E]\times [S]_{0}=(k_{2}+k_{-1})\times [ES]}
Soit
{\displaystyle {\frac {[E]}{[ES]}}={\frac {k_{2}+k_{-1}}{k_{1}\times [S]_{0}}}}
- Utilisation de l'équation de conservation:

En plus de l'équation de l'état stationnaire, on utilise une deuxième équation qui traduit la conservation de la quantité totale d'enzyme: celle ci se retrouve soit sous sa forme "libre" E soit sous sa forme liée au substrat {\displaystyle [ES]}. En notant {\displaystyle [E]_{\rm {tot}}} la concentration totale en enzyme, on a donc:
{\displaystyle [E]_{\rm {tot}}=[E]+[ES]}
Comme on cherche à exprimer {\displaystyle [ES]}, on peut réécrire cette équation sous la forme:
{\displaystyle [E]_{\rm {tot}}=[ES]\left({\frac {[E]}{[ES]}}+1\right)}
soit:
{\displaystyle [ES]={\frac {[E]_{\rm {tot}}}{1+{\frac {[E]}{[ES]}}}}={\frac {[E]_{\rm {tot}}}{1+{\frac {k_{2}+k_{-1}}{k_{1}\times [S]_{0}}}}}}
D'où
{\displaystyle v_{i}=k_{2}\times [ES]=k_{2}\times {\frac {[E]_{\rm {tot}}}{1+{\frac {k_{2}+k_{-1}}{k_{1}\times [S]_{0}}}}}}
On trouve l'équation de Michaelis et Menten :
{\displaystyle v_{i}={\frac {v_{\rm {max}}}{1+{\frac {K_{M}}{[S]_{0}}}}}={\frac {v_{\rm {max}}\times [S]_{0}}{[S]_{0}+K_{M}}}}
à condition de poser {\displaystyle v_{\rm {max}}=k_{2}[E]_{\rm {tot}}} et {\displaystyle K_{M}={\frac {k_{2}+k_{-1}}{k_{1}}}}
La loi de vitesse de Michaelis et Menten relie la vitesse initiale de la réaction à la vitesse maximale {\displaystyle v_{\rm {max}}}, la constante de Michaelis {\displaystyle K_{M}}, et la concentration initiale en substrat {\displaystyle [S]_{0}}.

## Interprétation de la constante de Michaelis
La constante de Michaelis {\displaystyle K_{M}} est la concentration en substrat pour laquelle la vitesse initiale de la réaction est égale à la moitié de la vitesse initiale maximale {\displaystyle {v_{\max } \over 2}} (en mol/L). Elle a la dimension d'une concentration (même unité que {\displaystyle [S]}) 
Si l'on fait l'hypothèse du mécanisme suivant {\displaystyle E+S\,{\stackrel {k_{1}}{\underset {k_{-1}}{\rightleftharpoons }}}\,ES\,{\overset {k_{2}}{\rightarrow }}\,E+P}, alors {\displaystyle K_{M}={\frac {k_{-1}+k_{2}}{k_{1}}}} (voir la démonstration ci-dessus).
Elle correspond à l'inverse de la constante de dissociation apparente du substrat pour l'enzyme dans certaines conditions. En effet, on constate que la définition de la constante de Michaelis {\displaystyle K_{M}={\frac {k_{-1}+k_{2}}{k_{1}}}} peut être reformulée : {\displaystyle K_{M}={\frac {k_{-1}+k_{2}}{k_{1}}}={\frac {k_{-1}}{k_{1}}}+{\frac {k_{2}}{k_{1}}}=K_{d}+{\frac {k_{2}}{k_{1}}}}, en se souvenant que la définition de la constante de dissociation est : {\displaystyle K_{d}={\frac {k_{-1}}{k_{1}}}}. 
On voit donc bien que, dans des conditions d'équilibre (qui elles seules permettent de mesurer des constantes d'équilibre K), la constante {\displaystyle K_{M}} prend en compte la valeur de la constante de dissociation {\displaystyle K_{d}} de l'enzyme pour le substrat, mais qu'en conditions catalytiques (lorsque l'enzyme peut fonctionner et que ES donne E + P), on doit prendre en compte le rapport de la constante de vitesse de l'enzyme et de la constante de dissociation non-productive de ES: {\displaystyle {\frac {k_{2}}{k_{1}}}}. Dit autrement, lorsque l'enzyme n'est pas catalytiquement active {\displaystyle k_{2}=0}, alors {\displaystyle K_{M}={\frac {k_{-1}+k_{2}}{k_{1}}}={\frac {k_{-1}}{k_{1}}}+{\frac {k_{2}}{k_{1}}}=K_{d}+{\frac {k_{2}}{k_{1}}}=K_{d}+0=K_{d}}. Ainsi, il y a bien un lien entre le {\displaystyle K_{M}} et le {\displaystyle K_{d}} mais ils ne sont pas équivalents. 
Rappelons aussi que {\displaystyle K_{d}={\frac {1}{K_{A}}}} (la constante de dissociation est l'inverse de la constante d'affinité) et donc, que le {\displaystyle K_{M}}, sous ces conditions ( {\displaystyle k_{2}=0}), peut mesurer la constante de dissociation, et indirectement l'affinité de l'enzyme pour le substrat.
Graphiquement, la variation de la vitesse en fonction de la concentration en substrat prédite par l'équation de Michaelis-Menten est une branche d'hyperbole.

## Aspects historiques
L'équation est souvent attribuée à l'Allemand Leonor Michaelis et la Canadienne Maud Menten, mais elle avait été proposée sous une forme voisine par le Français Victor Henri dès 1902,,. La contribution principale de Michaelis et Menten dans ce contexte est d'avoir proposé en 1913 de mesurer et interpréter des vitesses initiales de réaction,,.
Par ailleurs, la démonstration basée sur l'hypothèse de l'état stationnaire et présentée sur cette page est due à Briggs et Haldane (1925). La démonstration originale de Michaelis et Menten en 1913 est en fait basée sur une hypothèse un peu différente, selon laquelle la réaction de formation du complexe enzyme/substrat est un équilibre très rapide (première ligne du tableau ci-dessous). 
L'année suivante Van Slyke et Cullen obtiennent une équation identique à celle de Michaelis et Menten en faisant l'hypothèse contradictoire que la fixation du substrat est irréversible (ligne 2 dans le tableau ci-dessous). (L'observation que des modèles contradictoires donnent la même équation de vitesse (l'équation dite de Michaelis et Menten) est importante: elle illustre que l'accord expérimental entre des données et une loi de vitesse ne permet pas de conclure que les hypothèses du modèle sont exactes.)
La controverse se clôt lorsque Briggs et Haldane en 1925 montrent que les deux modèles sont les cas particuliers d'un modèle plus général, celui qui est décrit sur cette page et  dans la ligne 3 du tableau ci-dessous. 
En fait, n'importe quel schéma cinétique qui enchaîne de façon séquentielle des réactions de fixation/dissociation des substrat et produit et des réactions du premier ordre donne une loi de vitesse de type Michaelis et Menten, mais la signification des paramètres {\displaystyle v_{\rm {max}}} et {\displaystyle K_{M}} dépend du modèle.
| Auteurs                                                                                 | Hypothèse | Mécanisme | Loi de vitesse                                                      | {\displaystyle v_{\rm {max}}}                                           | {\displaystyle K_{M}}                                                           |
| --------------------------------------------------------------------------------------- | --- | --- | ------------------------------------------------------------------- | ----------------------------------------------------------------------- | ------------------------------------------------------------------------------- |
| Victor Henri, puis Michaelis et Menten, 1913                                            | La fixation du substrat est réversible, très rapide et reste à l'équilibre                                                          | {\displaystyle {E+S\,{\stackrel {K_{d}}{\rightleftharpoons }}\,ES\,{\overset {k_{2}}{\rightarrow }}\,E+P}}                     | {\displaystyle v_{i}={v_{\max }\times [S]_{0} \over K_{M}+[S]_{0}}} | {\displaystyle k_{2}\times [E]_{\rm {tot}}}                             | {\displaystyle K_{d}}                                                           |
| Donald Van Slyke (en) et Cullen, 1914                                                   | La fixation du substrat est irréversible                                                                                            | {\displaystyle {E+S\,{\stackrel {k_{1}}{\rightarrow }}\,ES\,{\overset {k_{2}}{\rightarrow }}\,E+P}}                            | {\displaystyle v_{i}={v_{\max }\times [S]_{0} \over K_{M}+[S]_{0}}} | {\displaystyle k_{2}\times [E]_{\rm {tot}}}                             | {\displaystyle {\frac {k_{2}}{k_{1}}}}                                          |
| Briggs et Haldane, 1925                                                                 | Le cas général | {\displaystyle {E+S\,{\stackrel {k_{1}}{\underset {k_{-1}}{\rightleftharpoons }}}\,ES\,{\overset {k_{2}}{\rightarrow }}\,E+P}} | {\displaystyle v_{i}={v_{\max }\times [S]_{0} \over K_{M}+[S]_{0}}} | {\displaystyle k_{2}\times [E]_{\rm {tot}}}                             | {\displaystyle {\frac {k_{-1}+k_{2}}{k_{1}}}}                                   |
|                                                                                         | Un mécanisme plus complexe qui enchaîne deux étapes du premier ordre                                                                | {\displaystyle {\ce {{E}+{S}<=>[k_{1}][k_{-1}]ES->[k_{2}]ES'->[k_{3}]{E}+{P}}}}                                                | {\displaystyle v_{i}={v_{\max }\times [S]_{0} \over K_{M}+[S]_{0}}} | {\displaystyle {\frac {k_{3}k_{2}}{k_{2}+k_{3}}}\times [E]_{\rm {tot}}} | {\displaystyle {\frac {k_{3}}{k_{2}+k_{3}}}\cdot {\frac {k_{2}+k_{-1}}{k_{1}}}} |
| L'un des mécanismes envisagé par Victor Henri,, dont on sait aujourd'hui qu'il est faux | NB: Ici, le complexe ES n'est pas un intermédiaire catalytique et {\displaystyle k_{2}} est une constante de vitesse bimoléculaire. | {\displaystyle {ES\,{\stackrel {K_{d}}{\rightleftharpoons }}\,E+S\,{\overset {k_{2}}{\rightarrow }}\,E+P}}                     | {\displaystyle v_{i}={v_{\max }\times [S]_{0} \over K_{M}+[S]_{0}}} | {\displaystyle k_{2}K_{d}\times [E]_{\rm {tot}}}                        | {\displaystyle K_{d}}                                                           |

## Détermination des constantes
Il existe plusieurs méthodes pour déterminer les paramètres de Michaelis-Menten d'une enzyme. Dans la pratique, on réalise une série de mesures de la vitesse initiale de la réaction pour différentes valeurs de la concentration de substrat [S]. Il est important de se placer dans des conditions de vitesse initiale (absence de produit P en quantité significative) pour respecter les hypothèses simplificatrices discutées ci-dessous.
Historiquement, pour déterminer numériquement les paramètres {\displaystyle K_{M}} et {\displaystyle v_{max}}, les enzymologistes ont eu recours à différentes formes de linéarisation de l'équation de Michaelis-Menten. Il s'agit de changements de variables qui transforment l'équation initiale en équation linéaire, qu'il est alors possible d'ajuster graphiquement ou par régression linéaire. Parmi ces linéarisations classiques, on peut citer la représentation de Lineweaver et Burk, celle de Eadie et Hofstee ou celle de Scatchard.
Aujourd'hui, ces différentes techniques ont été remplacées par la régression non linéaire, plus précise et plus robuste.

### Représentation de Lineweaver-Burk

Représentation de Lineweaver et Burk

Dans cette approche, on détermine les constantes de l'enzyme {\displaystyle K_{M}} et {\displaystyle v_{max}} par la représentation des inverses (représentation de Lineweaver et Burk) qui est une droite de {\displaystyle {1 \over v_{i}}} en fonction de {\displaystyle {1 \over [S]}}, dont l'équation est:
La pente est alors
{\displaystyle {K_{M} \over v_{max}}} 
et l'ordonnée à l'origine est {\displaystyle {1 \over v_{max}}}, 
d'où 
Cette représentation est une des moins précises quant à la détermination des caractéristiques de l'enzyme (Vmax, Km). En effet, les représentations de Lineweaver-Burk et Eadie-Hofstee ont une coordonnée en 1/[S]0, donc les mesures les plus précises seront concentrées dans la même région (voisines de l'axe vertical) et peu de mesures avec une erreur relativement grande existeront pour des faibles valeurs de concentration de substrat : le tracé à la règle de la "meilleure" droite sera entaché d'erreur.

### Représentation de Hanes-Woolf

Représentation de Hanes et Woolf

La représentation de Hanes-Woolf est considérée moins susceptible à la propagation statistique des erreurs de mesure que la représentation de Lineweaver-Burk.
La droite est d'équation :

Pour un graphique de {\displaystyle {[S] \over v_{i}}} en fonction de {\displaystyle {[S]}}, la pente est 
{\displaystyle {1 \over v_{max}}} et l'ordonnée à l'origine est {\displaystyle {K_{M} \over v_{max}}}

### Représentation de Eadie-Hofstee
Le diagramme de Eadie et Hofstee indique la vitesse de réaction {\displaystyle v_{i}} en fonction du rapport {\displaystyle v_{i} \over [S]} selon
{\displaystyle v_{i}=-K_{M}{v_{i} \over [S]}+v_{\max }}
Cette équation est obtenue à partir de l'équation de Michaelis-Menten en inversant et en multipliant par {\displaystyle v_{\max }} comme suit:
{\displaystyle v_{i}=v_{\max }{[S] \over K_{M}+[S]}}
{\displaystyle {v_{\max } \over v_{i}}={{K_{M}+[S]} \over {[S]}}}
D'ou on peut isoler {\displaystyle v_{\max }}:
{\displaystyle v_{\max }={{{v_{i}K_{M}} \over {[S]}}+{{v_{i}[S]} \over {[S]}}}={{v_{i}K_{M}} \over {[S]}}+v_{i}}
Et alors {\displaystyle v_{i}=-K_{M}{v_{i} \over {[S]}}+v_{\max }}
Il s'ensuit qu'un graphique de  {\displaystyle v_{i}} en fonction de {\displaystyle v_{i}/[S]} sera une ligne droite qui permet d'évaluer {\displaystyle v_{\max }} comme ordonnée à l'origine et {\displaystyle -K_{M}} comme pente.

### Représentation de Eisenthal et Cornish-Bowden
L'équation de la droite est :
{\displaystyle v_{max}={v_{i} \over [S]_{i}}K_{M}+v_{i}}

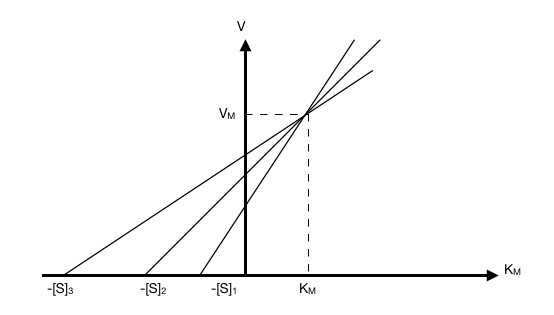
Représentation d'Eisenthal et Cornish-Bowden., la vitesse initiale maximale est notée V_{M} dans ce graphique.

Ainsi, sur le graphique de {\displaystyle v} en fonction de {\displaystyle K_{M}}, pour chaque valeur de {\displaystyle v_{i}} correspondante, on reporte sur l'axe des abscisses la valeur de -{\displaystyle [S]_{i}}. On obtient plusieurs droites qui se recoupent en un même point de coordonnées {\displaystyle v_{max}} (ordonnée) et {\displaystyle K_{M}} (abscisse).

## Expression explicite de la solution de l'équation
Une solution explicite de l'équation est présentée dans en:Michaelis-Menten_kinetics#Closed_form_equation. Elle fait appel à la fonction W de Lambert.